# Semi-deserto del Kopet Dag
Il semi-deserto del Kopet Dag è un'ecoregione dell'ecozona paleartica, definita dal WWF (codice ecoregione: PA1319).

## Territorio
Nella zona di transizione tra deserto e montagne è situata questa ecoregione arida ed erbosa. Queste pianure ospitano una vasta gamma di animali, comprese alcune specie di felini.

## Flora
Situata tra il deserto del Karakum e il settore occidentale dei monti Kopet Dag, questa ecoregione semidesertica è costituita da un mosaico di steppa erbosa arida e da comunità di altopiano, e comprende due importanti oasi. Tipiche della regione sono le erbe dei generi Agropyron, Stipa, Aristida e Festuca. In una stretta pianura inclinata sul versante settentrionale delle montagne vi sono conoidi di deiezione e depositi di loess. Il clima della regione è simile a quello del deserto circostante, ma è più mite a causa dell'influenza delle montagne. Ogni anno cadono qui appena 230 mm di pioggia.

## Fauna
In questa ecoregione vivono alcune specie di felini. Anche se vengono avvistati solo di rado, in queste praterie vivono leopardi (Panthera pardus) e gatti di Pallas (Otocolobus manul). Vive qui anche la puzzola marmorizzata (Vormela peregusna). Pur essendo molto simile ad un gatto, è in realtà un membro della famiglia dei Mustelidi. Si nutre di frutta, ma va anche a caccia di roditori, uccelli, uova, conigli, pesci, rettili, insetti ed anfibi. Altri rari animali qui presenti sono il falco sacro (Falco cherrug), il falco di Barberia (Falco pelegrinoides), il biancone eurasiatico (Circaetus gallicus), il cobra dell'Asia centrale (Naja oxiana), il varano del deserto (Varanus griseus), la iena striata (Hyaena hyaena) e il gerboa di Blanford (Jaculus blanfordi). Recentemente è stata scoperta qui una nuova specie di geco, Alsophylax szczerbaki.

## Conservazione

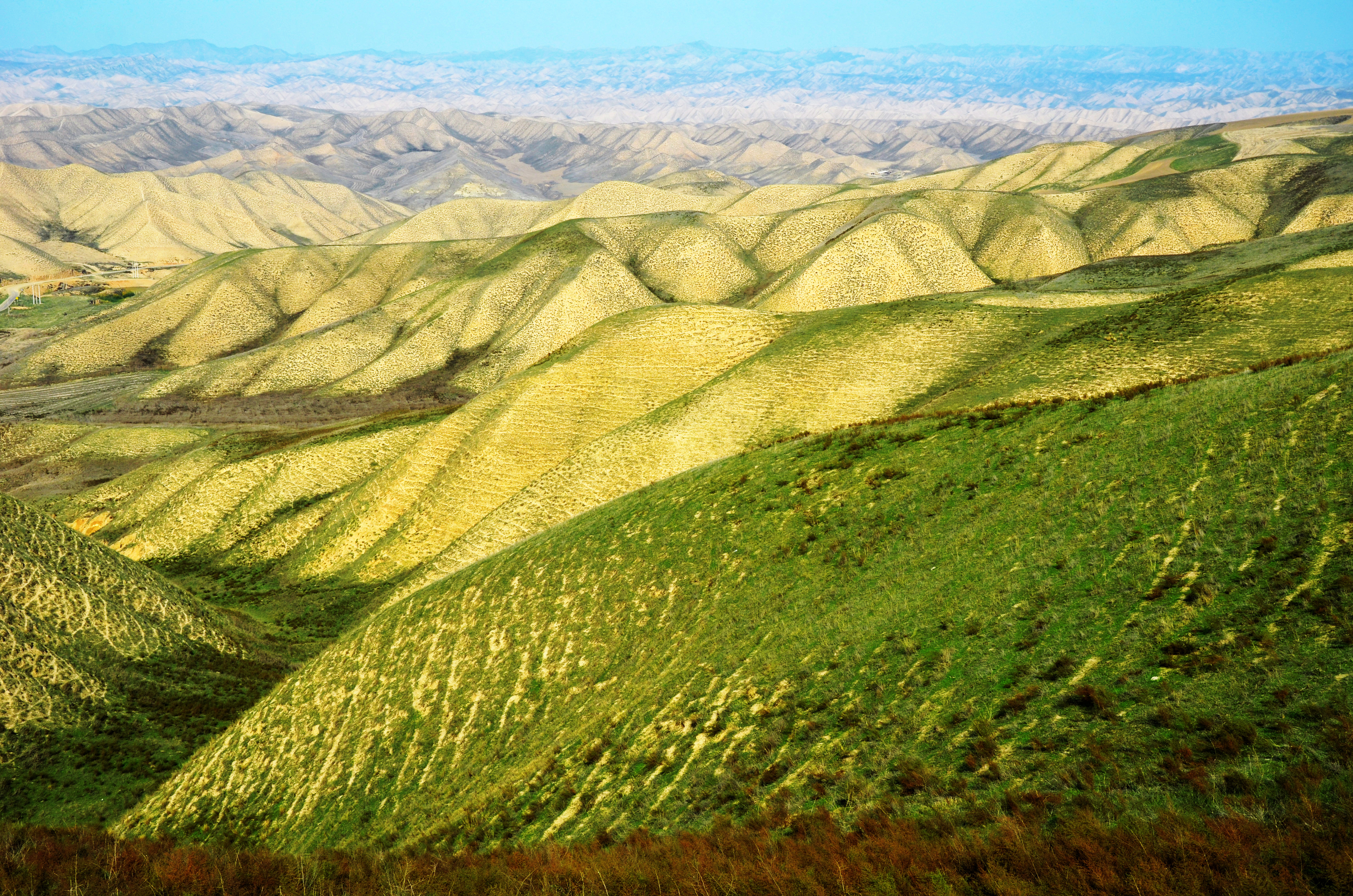
Panorama a ridosso di Bandar-e Torkeman nella parte più meridionale dell'ecoregione

Le riserve naturali esistenti non forniscono una protezione adeguata a tutte le specie presenti. Per esempio, il leopardo necessita di vasti territori per poter sopravvivere. Per proteggere adeguatamente questi animali sarebbe necessario ampliare le riserve naturali oppure dare incentivi alle popolazioni locali. Il gatto di Pallas e il gerboa di Blanford, invece, non sono affatto protetti. Inoltre, la maggior parte del territorio è adibita a pascolo, con sistemi di irrigazione che alterano gli habitat naturali. A causa della scarsità dei fondi, le ricerche sul campo e il lavoro delle organizzazioni ambientaliste stanno qui subendo un forte calo.